# Józef Kowalski (supercentenaire)
Józef Kowalski (né le 2 février 1900 à Wicyń alors Empire austro-hongrois - mort le 7 décembre 2013 à Tursk en Pologne) est un supercentenaire et le dernier vétéran de la Guerre soviéto-polonaise.

## Biographie
Né le 2 février 1900 il est le fils de Wawrzyniec et Helena Kowalska. Il participe à la Guerre soviéto-polonaise au sein du 22e régiment de uhlans de Carpates avec lequel il prend part à la bataille de Komarów où l'armée de Boudienny est battue par la cavalerie polonaise. Cet affrontement est la plus grande bataille de cavalerie de toute la guerre ainsi que la dernière grande bataille de cavalerie dans l'histoire d'Europe,.
Dans les années 1920 il termine l'école des officiers. Il prend part à la campagne de Pologne à il issue de laquelle il est fait prisonnier et envoyé dans un camp de concentration d'où il arrive à s'évader avec un codétenu. Après la fin de la guerre il s'installe à Przemysław. Il y travaille dans sa ferme jusqu'en 1993. Lorsque son état de santé s'aggrave il cède sa terre à l'État et le 9 décembre 1994 vient d'habiter dans une maison d'aide sociale à Tursk. Le jour de son 110e anniversaire il est décoré de la Croix d'officier de l'Ordre Polonia Restituta.
Le 15 février 2012 il est promu au grade de capitaine par le ministre de la défense Tomasz Siemoniak,.
Józef Kowalski est mort le 7 décembre 2013.